# Гай Квінкцій Цинціннат
Гай Квінкцій Цинціннат (лат. Gaius Quinctius Cincinnatus; ? — після 377 р. до н.е.) — військовий діяч Римської республіки, Військовий трибун з консульською владою (консулярний трибун) 377 року до н. е.

## Життєпис
Походив з патриціанського роду Квінкціїв. Про його життя збереглося мало відомостей. 
У 377 році до н. е. його обрано військовим трибуном з консульською владою разом з Публієм Валерієм Потітом Публіколою, Луцієм Емілієм Мамерціном, Сервієм Сульпіцієм Претекстатом, Гаєм Ветурієм Крассом Цікуріном,  Луцієм Квінкцієм Цинціннатом Капітоліном. На цій посаді з перемінним успіхом воював проти вольсків та латинян. При цьому разом із колегами активно протидіяв плебеям у зрівняні прав із патриціями. Подальша доля невідома.